# Janet Boyman
Janet Boyman, död 1572, var en skotte som blev avrättad för häxeri. Hon avrättades sedan hon uppgavs ha förutsagt när Skottlands regent James Stewart, 1:e earl av Moray skulle dö. Hennes fall är den kanske tidigaste mer dokumenterade häxprocessen i Skottland.